# Triumph Tiger 900 (T400)
Triumph Tiger 900 – motocykl typu turystyczne enduro produkowany przez firmę Triumph w latach 1993-1998.

## Dane techniczne/Osiągi
Silnik: R3
Pojemność silnika: 885 cm³
Moc maksymalna: 85 KM/8000 obr./min
Maksymalny moment obrotowy: 82 Nm/6000 obr./min
Prędkość maksymalna: brak danych
Przyspieszenie 0-100 km/h: brak danych